# Карре де Мальберг, Раймон
Раймон Карре де Мальберг (фр. Raymond Carré de Malberg, 1861, Страсбург — 1935, Страсбург) — французский юрист, один из общепризнанных во Франции классиков правового позитивизма.

## Биография
Родился в семье, вынужденной после франко-прусской войны покинуть Страсбург и поселиться в Париже. Его тётка, Каролина Кольшен Карре де Мальберг (1829—1891, родом из Меца) — католическая блаженная, основательница общества св. Франциска Сальского.
Защитил диссертацию «История возражений (exceptions) в римском праве» (1887), преподавал в Кане гражданское право. С началом Первой мировой войны и оживлением надежд на возвращение Эльзаса заинтересовался правовым строем Германии, написал работу «Правовое положение Эльзаса-Лотарингии в Германской империи» (1914). После Первой мировой войны добился разрешения перевестись поближе к родине, в Нанси, а затем вернулся в Страсбург, где работал до конца жизни и создал самые известные работы в области конституционного права и сравнительного правоведения (последние в основном посвящены Германии).
«Чистый правовед», Карре последовательно проповедовал этатизм, но оставлял в своей теории место и для нравственности, скептически относился к обычному и прецедентному праву. Критиковал парламентаризм Третьей республики, выступал за всенародное избрание президента республики. Вслед за Монтескьё развивал концепцию правосудия как третьей власти, наряду со своим современником Леоном Дюги. Серьёзное влияние на него оказали немецкие правовые теории, часто его имя упоминается в одном ряду с таким правовым позитивистом, как Ганс Кельзен. Карре де Мальберг был сторонником теории правового государства (немецкого Rechtstaat), в противовес идущей от Французской революции концепции государства-нации. Дал одно из известных определений правового государства.
Основная работа Карре де Мальберга — «К общей теории государства» (Raymond Carré de Malberg, Contribution à la théorie générale de l’Etat, spécialement d’après les données fournies par le droit constitutionnel français, Paris, 1920 & 1922, édition Sirey, réimpression CNRS, 1962, 2 tomes). Его идеи оказали большое влияние на французский конституционализм XX века (Жорж Ведель и др.), изучаются и вне Франции.